# Dihydroartemisinin/piperaquine
Dihydroartemisinin / piperaquine (DHA / PPQ) là một loại thuốc kết hợp liều cố định được sử dụng trong điều trị sốt rét. Nó là sự kết hợp của dihydroartemisinin và piperaquine. Cụ thể nó được sử dụng cho sốt rét của các loại P. falciparum và P. vivax. Nó được đưa vào cơ thể bằng cách uống qua miệng.
Tác dụng phụ là không phổ biến. Mối quan tâm bao gồm khả năng kéo dài QT. Phiên bản có sẵn để sử dụng ở trẻ em. sử dụng trong thai kỳ sớm. Hai loại thuốc thành phần hoạt động theo các cơ chế khác nhau.
Dihydroartemisinin/piperaquine đã được phê duyệt cho sử dụng y tế ở châu Âu vào năm 2011. Nó nằm trong Danh sách các loại thuốc thiết yếu của Tổ chức Y tế Thế giới, các loại thuốc an toàn và hiệu quả nhất cần thiết trong hệ thống y tế. Mặc dù có sẵn với giá  khoảng 6 USD cho mỗi liệu trình điều trị, những nỗ lực đang được tiến hành vào năm 2010 để giảm giá còn một đô la mỗi liều. Nó có sẵn trên thị trường ở Châu Phi và Châu Á. Nó đã được sử dụng để điều trị cho hơn 4,5 triệu người vào năm 2017.

## Dược lý
Dihydroartemisinin (còn được gọi là dihydroqinghaosu, artenimol hoặc DHA) là một loại thuốc dùng để điều trị sốt rét. Dihydroartemisinin là chất chuyển hóa hoạt động của tất cả các hợp chất artemisinin (artemisinin, artesunate, artemether, v.v.) và cũng có sẵn như là một loại thuốc. Nó là một dẫn xuất bán tổng hợp của artemisinin và được sử dụng rộng rãi như một chất trung gian trong điều chế các thuốc chống sốt rét có nguồn gốc từ artemisinin khác.
Piperaquine là một loại thuốc chống sốt rét, bisquinoline được sản xuất lần đầu tiên vào những năm 1960, và được sử dụng rộng rãi ở Trung Quốc và Đông Dương để điều trị dự phòng và điều trị trong 20 năm tiếp theo. Việc sử dụng đã giảm trong những năm 1980 khi các chủng P. falciparum arose và thuốc chống sốt rét dựa trên artemisinin có sẵn. Sự kết hợp dihydroartemisinin-piperaquine là một thuốc chống sốt rét hiệu quả được sử dụng rộng rãi trên toàn thế giới. Ở Đông Nam Á, nơi mà sự kháng thuốc đã xuất hiện đối với cả artemisinin và piperaquine, sự kết hợp này đang được thử nghiệm với một loại thuốc thứ ba, cụ thể là mefloquine.
Piperaquine được đặc trưng bởi sự hấp thụ chậm và thời gian bán hủy sinh học dài, làm cho nó trở thành một loại thuốc đối tác tốt với các dẫn xuất artemisinin có tác dụng nhanh nhưng có thời gian bán hủy sinh học ngắn.